# Pediacus ommatodon
Pediacus ommatodon är en skalbaggsart som beskrevs av Thomas 2004. Pediacus ommatodon ingår i släktet Pediacus och familjen plattbaggar. Inga underarter finns listade i Catalogue of Life.